# Miguel Rodríguez Vidal
Miguel Rodríguez Vidal (nascut el 29 d'abril de 2003) és un futbolista gallec que juga principalment d'extrem dret al club neerlandès FC Utrecht, cedit pel RC Celta de Vigo.

## Carrera de club
Nascut a Redondela, Pontevedra, Galícia, Rodríguez es va incorporar a la formació juvenil del RC Celta de Vigo l'any 2013, procedent del CD Choco. El 2020, abans fins i tot d'haver-se presentat al filial, va ser convocat per fer la pretemporada amb el primer equip.
Rodríguez va debutar amb el primer equip –i a la Liga– el 4 d'octubre de 2020, entrant com a substitut tardà de Nolito en una derrota fora de casa per 0-2 davant el CA Osasuna; amb 17 anys i 159 dies, es va convertir en el quart més jove a debutar al club, per darrere de Sansón (el segon més jove de la història de la lliga), Iago Bouzón i Santi Mina. Va marcar el seu primer gol com a professional el 7 d'abril de 2023, el primer gol del seu equip en un empat 2-2 fora de casa contra el Sevilla FC.
El 5 de juliol de 2024, Rodríguez va ser cedit al FC Utrecht de l'Eredivisie neerlandesa de la temporada 2024-25.

## Vida personal
El germà petit de Rodríguez, Pedro, també és futbolista. Migcampista central, també va representar al Choco i al Celta de joventut.